# 塞格德會堂
塞格德會堂（匈牙利語：Szegedi zsinagóga）是位於匈牙利城市塞格德的一座猶太會堂。

## 历史
修建於1907年，這座猶太會堂融合了多種建築風格，被認為是匈牙利建築中的代表之作。塞格德會堂是匈牙利第二大的猶太會堂，也是世界第四大猶太會堂。

## 外部連結
- Szeged Syangogue Website （页面存档备份，存于）
- Leopold Baumhorn on Jewish.hu's list of famous Hungarian Jews